# Honda Racing Corporation

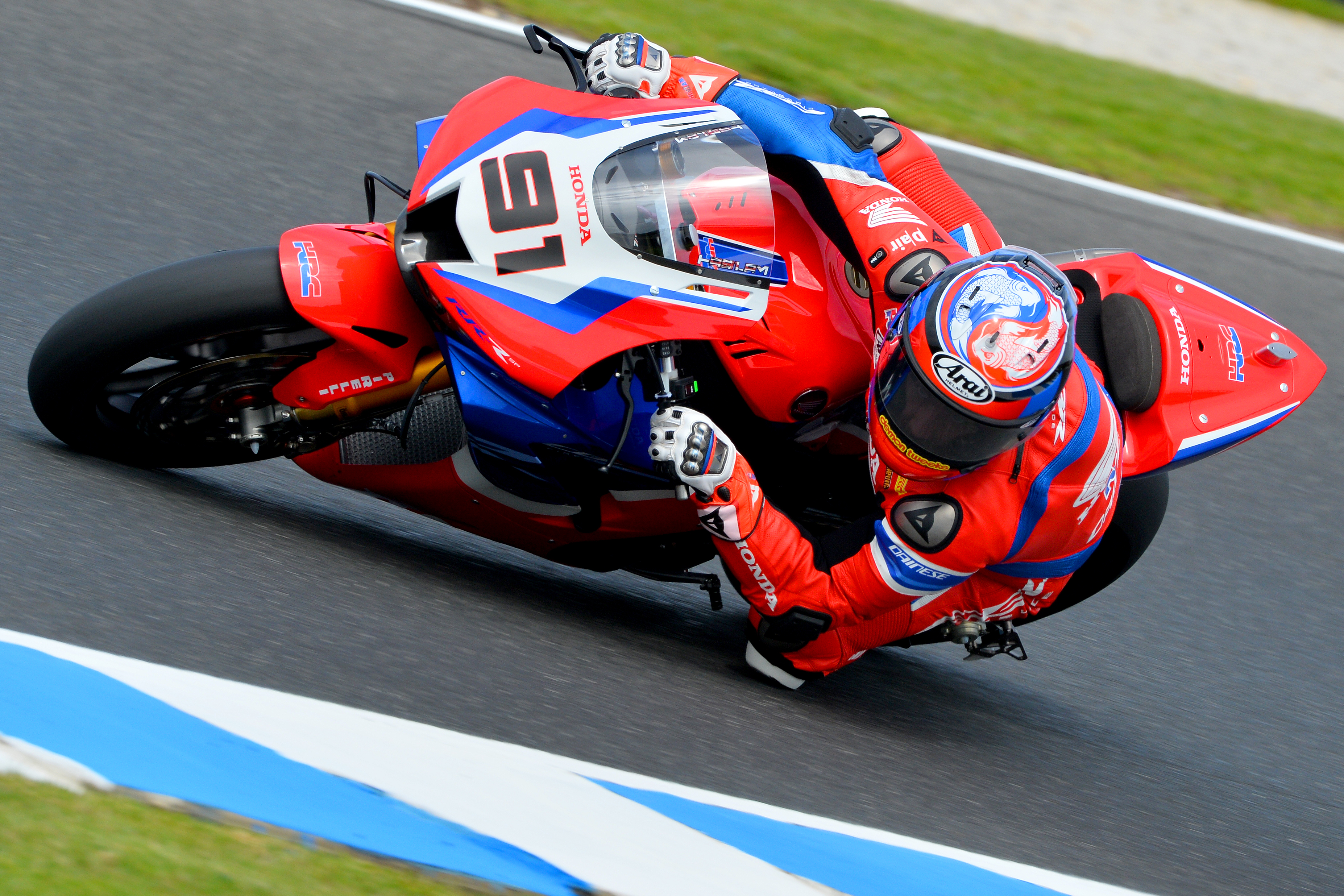
Leon Haslam auf der Honda CBR1000RR-R in den klassischen HRC-Farben rot-weiß-blau auf dem Phillip Island Circuit 2020

Die Honda Racing Corporation (kurz HRC) ist die offizielle Motorradsport-Abteilung Hondas, welche am 1. September 1982 gegründet wurde (insgesamt sind Honda allerdings noch deutlich länger erfolgreich im Motorradsport aktiv). Bis 2002 sowie seit 2019 nimmt HRC als das offizielle Werksteam (dazwischen war Honda ausschließlich durch die Kundenmannschaft Ten Kate Racing aktiv) an der Superbike-WM teil. Die aktuellen Fahrer sind Iker Lecuona und Xavi Vierge.

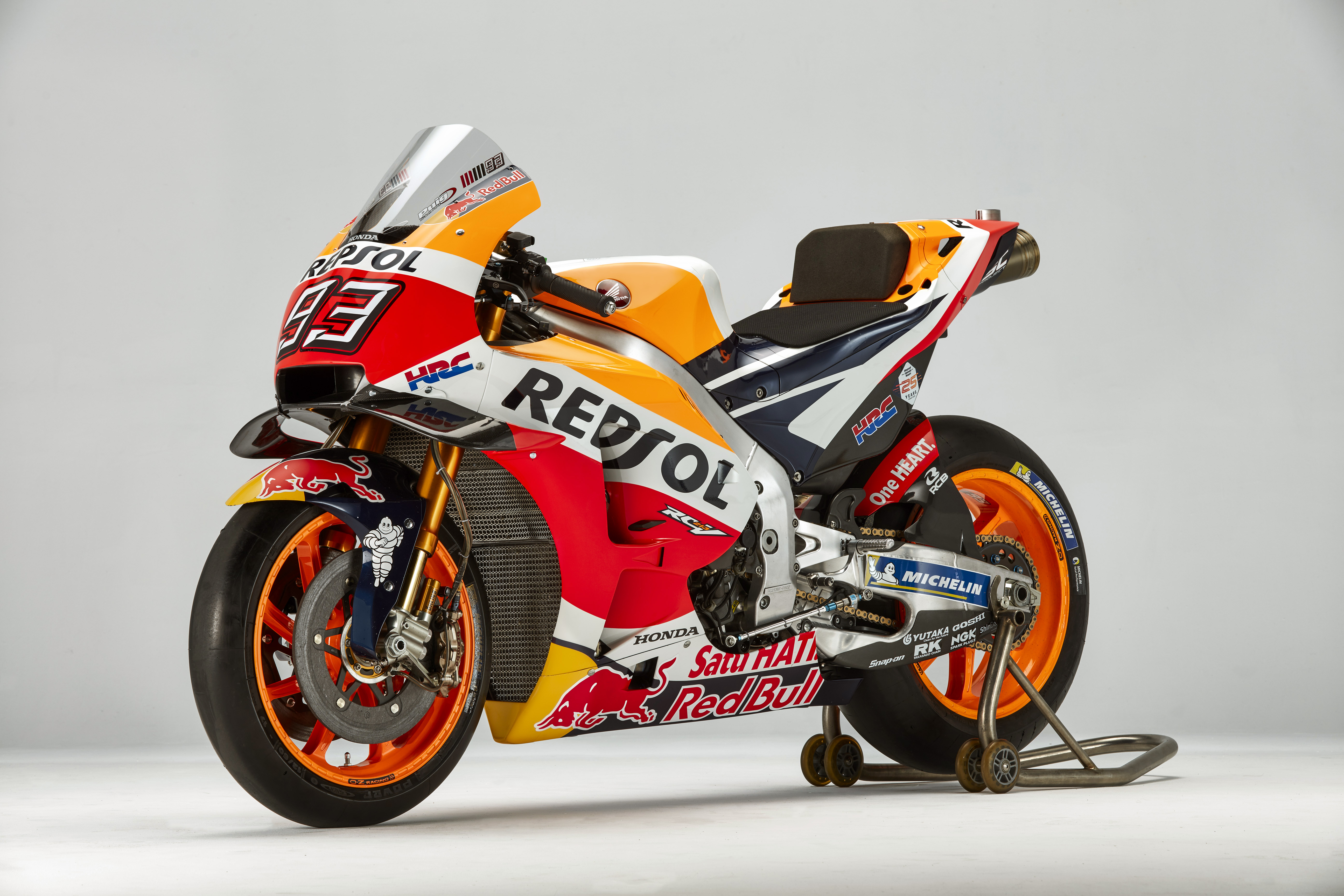
Honda RC213V von Marc Márquez in den bekannten Repsol-Farben aus der Saison 2019

Bis 1994 trug auch die Honda-Werksmannschaft der Königsklasse der Motorrad-Weltmeisterschaft den Namen HRC und trug dieselbe rot-weiß-blaue Lackierung wie jetzt auch die Superbike-Mannschaft. Von 1995 bis 2024 trat HRC in Kooperation mit dem spanischen Erdölkonzern Repsol als Repsol Honda Team an. In dieser Zeit waren die Werksmaschinen in den Farben von Repsol in orange-rot lackiert. Ab 2025 übernimmt Castrol als Hauptsponsor, daher ändert sich die Lackierung grundlegend. Das Team tritt nun unter dem Namen Honda HRC Castrol an.
Weiterhin rüstet HRC ein in den HRC-Farben lackiertes Motorrad über Wildcards durch Testfahrer aus. Bis 2024 war dies Stefan Bradl und seit 2025 füllen Takaaki Nakagami und Aleix Espargaro diese Aufgabe aus. Diese Starts in der MotoGP firmieren dann unter HRC Test Team.
Außerdem setzt HRC regelmäßig eine Maschine beim 8-Stunden-Rennen von Suzuka ein. Dieses für die japanischen Hersteller bedeutendste Langstreckenrennen ist in Japan sehr populär und daher setzt Honda, wie alle anderen japanischen Motorradhersteller, die besten Fahrer aus MotoGP und WSBK zusammen mit ihrem Werksteam ein.

## Erfolge

### 500-cm³-Weltmeister
- 1983 –  Freddie Spencer
- 1985 –  Freddie Spencer
- 1987 –  Wayne Gardner
- 1994 –  Mick Doohan

### Superbike-Weltmeister
- 1997 –  John Kocinski
- 2000 –  Colin Edwards
- 2002 –  Colin Edwards

### Grand-Prix-Siege
| Saison | Rennen                                                                                               |
| ------ | --- |
| 1983   | Sudafrika Frankreich Italien Spanien Jugoslawien Sozialistische Föderative Republik Schweden         |
| 1984   | Italien Deutschland Frankreich Jugoslawien Sozialistische Föderative Republik Belgien                |
| 1985   | Spanien Italien Osterreich Belgien Frankreich Vereinigtes Konigreich Schweden                        |
| 1986   | Spanien Niederlande Vereinigtes Konigreich                                                           |
| 1987   | Spanien Italien Osterreich Jugoslawien Sozialistische Föderative Republik Tschechien Brasilien       |
| 1988   | Niederlande Belgien Jugoslawien Sozialistische Föderative Republik Tschechien                        |
| 1989   | Australien                                                                                           |
| 1990   | Spanien Ungarn Australien                                                                            |
| 1991   | Spanien Italien Osterreich                                                                           |
| 1992   | Japan Australien Malaysia Spanien Deutschland                                                        |
| 1993   | Deutschland San Marino                                                                               |
| 1994   | Malaysia Spanien Osterreich Deutschland Niederlande Italien Frankreich Tschechien Vereinigte Staaten |